# Гончарук, Пётр Никифорович
Пётр Ники́форович Гончару́к (12 июля 1938, село Луги (ныне Чечельницкого района Винницкой области)  – 10 февраля 2021) — советский деятель, начальник участка шахты «Коммунист» Октябрьского производственного объединения по добыче угля Донецкой области. Герой Социалистического Труда (1980). Член ЦК КПУ в 1981—1986 гг.

## Биография
Образование среднее.
С 1957 года — горный рабочий, машинист подземного электровоза, бригадир горных рабочих очистного забоя, начальник участка шахты «Коммунист» производственного объединения «Шахтерскантрацит» (затем — Октябрьского производственного объединения по добыче угля) поселка Горное Харцызского городского совета Донецкой области.
Член КПСС с 1961 года.
Потом — на пенсии в поселке Горное Харцызского городского совета и в городе Мариуполе Донецкой области. Умер 10 февраля 2021 года.

## Награды
- Герой Социалистического Труда (1980)
- два ордена Ленина
- орден Трудового Красного Знамени
- лауреат Государственной премии СССР (1978)
- медали